# Élections législatives de 1893 dans les Deux-Sèvres
 (avril 2021).
Si vous disposez d'ouvrages ou d'articles de référence ou si vous connaissez des sites web de qualité traitant du thème abordé ici, merci de compléter l'article en donnant les références utiles à sa vérifiabilité et en les liant à la section « Notes et références ».
Les élections législatives de 1893 dans les Deux-Sèvres ont eu lieu les 20 août et 6 septembre.

## Députés élus
|   | Circonscription | Député sortant              |  | Groupe parlementaire | Député élu                  |  | Groupe parlementaire       |
| - | --------------- | --------------------------- |  | -------------------- | --------------------------- |  | -------------------------- |
| 1 | Bressuire       | Julien de La Rochejaquelein |  | Union des droites    | Julien de La Rochejaquelein |  | Union libérale des Droites |
| 2 | Melle           | Léopold Goirand             |  | Gauche radicale      | Léopold Goirand             |  | Gauche progressiste        |
| 3 | 1re de Niort    | Antonin Proust              |  | Union des gauches    | Guy Disleau                 |  | GRG                        |
| 4 | 2e de Niort     | Honoré Pontois              |  | Boulangiste          | Amédée de La Porte          |  | Gauche progressiste        |
| 5 | Parthenay       | Jacques Taudière            |  | Union des droites    | André Lebon                 |  | GRG                        |

## Résultats à l'échelle du département
| Partis         | Partis                     | Premier tour | Premier tour | Sièges |
| Partis         | Partis                     | Voix         | %            | Sièges |
| -------------- | -------------------------- | ------------ | ------------ | ------ |
|                | Républicains opportunistes | 27 736       | 32,23        | 2      |
|                | Radicaux                   | 25 180       | 29,26        | 2      |
|                | Monarchistes               | 20 219       | 23,49        | 1      |
|                | Révisionnistes             | 12 930       | 15,02        | 0      |
|                |                            |              |              |        |
| Inscrits       | Inscrits                   | 107 706      | 100,00       | 5      |
| Votants        | Votants                    | 88 464       | 82,13        |        |
| Abstentions    | Abstentions                | 19 242       | 17,87        |        |
| Blancs et nuls | Blancs et nuls             | 2 399        | 2,71         |        |
| Exprimés       | Exprimés                   | 86 065       | 97,29        |        |

## Résultats par arrondissement

### Arrondissement de Bressuire
| Candidats      | Candidats                   | Étiquette                | Premier tour | Premier tour |
| Candidats      | Candidats                   | Étiquette                | Voix         | %            |
| -------------- | --------------------------- | ------------------------ | ------------ | ------------ |
|                | Julien de La Rochejaquelein | Monarchiste              | 10 121       | 50,74        |
|                | Leroux                      | Républicain opportuniste | 9 824        | 49,26        |
|                |                             |                          |              |              |
| Inscrits       | Inscrits                    | Inscrits                 | 25 548       | 100,00       |
| Votants        | Votants                     | Votants                  | 20 546       | 80,42        |
| Abstention     | Abstention                  | Abstention               | 5 002        | 19,58        |
| Blancs et nuls | Blancs et nuls              | Blancs et nuls           | 601          | 2,93         |
| Exprimés       | Exprimés                    | Exprimés                 | 19 945       | 97,07        |

### Arrondissement de Melle
| Candidats      | Candidats       | Étiquette      | Premier tour | Premier tour |
| Candidats      | Candidats       | Étiquette      | Voix         | %            |
| -------------- | --------------- | -------------- | ------------ | ------------ |
|                | Léopold Goirand | Radical        | 11 796       | 63,04        |
|                | Papillaud       | Révisionniste  | 6 916        | 36,96        |
|                |                 |                |              |              |
| Inscrits       | Inscrits        | Inscrits       | 23 730       | 100,00       |
| Votants        | Votants         | Votants        | 19 361       | 81,59        |
| Abstention     | Abstention      | Abstention     | 4 369        | 18,41        |
| Blancs et nuls | Blancs et nuls  | Blancs et nuls | 649          | 3,35         |
| Exprimés       | Exprimés        | Exprimés       | 18 712       | 96,65        |

### Arrondissement de Niort

#### 1recirconscription
| Candidats      | Candidats       | Étiquette                | Premier tour | Premier tour |
| Candidats      | Candidats       | Étiquette                | Voix         | %            |
| -------------- | --------------- | ------------------------ | ------------ | ------------ |
|                | Guy Disleau     | Républicain opportuniste | 7 448        | 50,68        |
|                | Georges Richard | Radical                  | 7 247        | 49,32        |
|                |                 |                          |              |              |
| Inscrits       | Inscrits        | Inscrits                 | 19 459       | 100,00       |
| Votants        | Votants         | Votants                  | 15 408       | 79,18        |
| Abstention     | Abstention      | Abstention               | 4 051        | 20,82        |
| Blancs et nuls | Blancs et nuls  | Blancs et nuls           | 713          | 4,63         |
| Exprimés       | Exprimés        | Exprimés                 | 14 695       | 95,37        |

#### 2ecirconscription
| Candidats      | Candidats          | Étiquette      | Premier tour | Premier tour |
| Candidats      | Candidats          | Étiquette      | Voix         | %            |
| -------------- | ------------------ | -------------- | ------------ | ------------ |
|                | Amédée de La Porte | Radical        | 6 137        | 50,51        |
|                | Pierre de Vallée   | Révisionniste  | 3 806        | 31,32        |
|                | Honoré Pontois     | Révisionniste  | 2 208        | 18,17        |
|                |                    |                |              |              |
| Inscrits       | Inscrits           | Inscrits       | 15 185       | 100,00       |
| Votants        | Votants            | Votants        | 12 363       | 81,42        |
| Abstention     | Abstention         | Abstention     | 2 822        | 18,58        |
| Blancs et nuls | Blancs et nuls     | Blancs et nuls | 212          | 1,71         |
| Exprimés       | Exprimés           | Exprimés       | 12 151       | 98,29        |

### Arrondissement de Parthenay
| Candidats      | Candidats        | Étiquette                | Premier tour | Premier tour |
| Candidats      | Candidats        | Étiquette                | Voix         | %            |
| -------------- | ---------------- | ------------------------ | ------------ | ------------ |
|                | André Lebon      | Républicain opportuniste | 10 464       | 50,89        |
|                | Jacques Taudière | Monarchiste              | 10 098       | 49,11        |
|                |                  |                          |              |              |
| Inscrits       | Inscrits         | Inscrits                 | 23 784       | 100,00       |
| Votants        | Votants          | Votants                  | 20 786       | 87,39        |
| Abstention     | Abstention       | Abstention               | 2 998        | 12,61        |
| Blancs et nuls | Blancs et nuls   | Blancs et nuls           | 224          | 1,08         |
| Exprimés       | Exprimés         | Exprimés                 | 20 562       | 98,92        |